# Synagoga Szpitalna w Połtawie
Synagoga Szpitalna w Połtawie – żydowska bóżnica znajdująca się w Połtawie przy ul. Frunzego 34.
Została zbudowana pod koniec XIX wieku wraz ze szpitalem starozakonnych. Jest budynkiem parterowym, architekt nadał jej kształt „romantycznego modernizmu, z fasadą akcentowaną trzema ryzalitami, zwieńczoną gzymsem i arkadowym fryzem”.
W latach trzydziestych budynek zamknęły władze radzieckie, przekształcają go w warsztat. W czasie okupacji niemieckiej budynek spłonął, jednak po wojnie go odbudowano. Do dzisiaj mieszczą się w nim warsztaty mechaniczne.